# Havýšovití
Havýšovití (Ostraciidae) jsou čeleď paprskoploutvých ryb ze skupiny čtverzubců (Tetraodontiformes).

## Systematika
Za popisnou autoritu havýšovitých (Ostraciidae) je pokládán přírodovědec Constantine Samuel Rafinesque.
V květnu 2025 je mezi havýšovitými klasifikováno celkem šest rodů:
- Acanthostracion Bleeker, 1865;
- Lactophrys Swainson, 1839 (= Chapinus Jordan & Evermann, 1896; Rhinesomus Swainson, 1839)
- Lactoria Jordan & Fowler, 1902 (= Tetragonizus Billberg, 1833);
- Ostracion Linnaeus, 1758 (= Cibotion Kaup, 1855; Posthias Billberg, 1833; Rhynchostracion Fraser-Brunner, 1935)
- Paracanthostracion Whitley, 1933;
- Tetrosomus Swainson, 1839 (Triorus Jordan & Hubbs, 1925).[2]

Mezi fosilní havýše patří eocenní rod Eolactoria a oligocenní rod Oligolactoria. Druhý jmenovaný rod byl popsán na základě nálezů z Moravy.
Od 90. let 20. století se od havýšovitých osamostatňuje čeleď Aracanidae, zdroje týkající se čeledi havýšovitých nicméně mohou zahrnovat údaje k oběma zmiňovaným čeledím (včetně tohoto článku). Obě skupiny jsou nicméně blízce příbuzné, pravděpodobně sesterské.

## Charakteristika

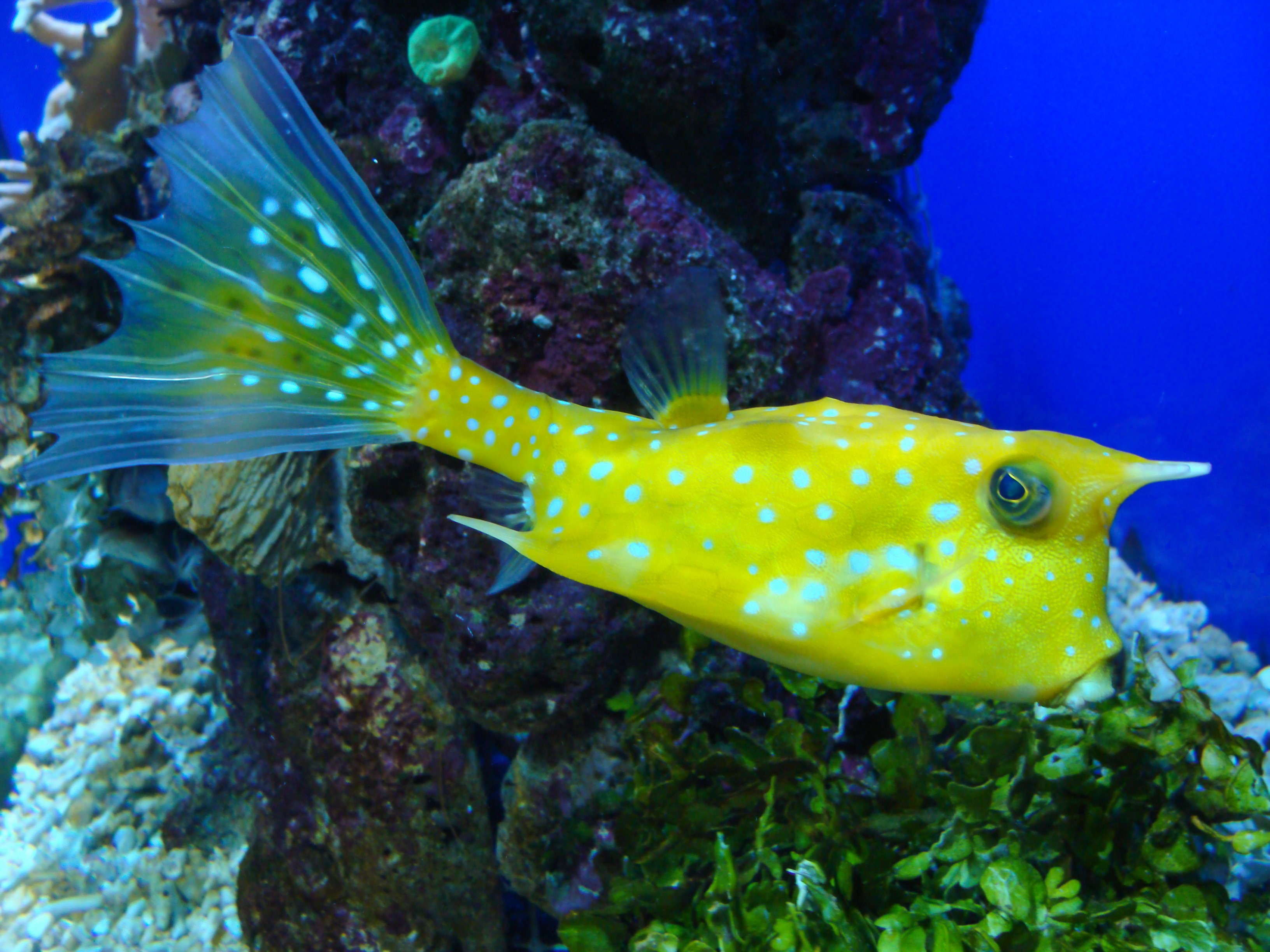
Havýš rohatý

Havýšovití dosahují délky těla až okolo 60 cm a vyznačují se často pestrým zbarvením. Tělo mají kryté ochranným kostěným pancířem, mezi ostatními rybami vynikají také ztrátou břišních ploutví i pánevního pletence. Havýš rohatý (Lactoria cornuta) má nad očima a u řitní ploutve dopředu, resp. dozadu směřující výrůstky. Hřbetní a řitní ploutev nesou 9–13 paprsků, přičemž ve hřbetní ploutvi chybí trny. Ocasní ploutev nese 10 hlavních paprsků. Ústa havýšů nejsou vysunovatelná.
Havýšovití žijí zejména v pobřežních vodách Atlantského, Indického a Tichého oceánu. Často obývají korálové nebo skalnaté útesy, anebo mělkovodní porosty mořské trávy a řas, kde se živí malými, zejména přisedlými bezobratlými, a také bentickými řasami. Havýšovití se chovají teritoriálně, tření probíhá v agregacích, kterým dominují samci. Rozmnožování probíhá typicky za soumraku. Vajíčka a larvy se vyvíjejí volně ve vodě, u některých druhů v pelagiálu (kde se mohou stát kořistí dravých ryb, jako jsou tuňáci), u některých druhů v estuárech.
Havýšovití patří mezi několik desítek druhů ryb schopných v případě ohrožení vylučovat volně do vody jedovatý sekret. Tento takzvaný ostracitoxin nebo také pahutoxin produkují kyjovité pokožkové buňky, je neproteinové povahy a jeho hlavní vliv na mořské ryby spočívá v hemolyticko-aglutinačním účinku na erytrocyty (byť spektrum účinků je podstatně širší). Ostracitoxin může být nebezpečný i pro havýše samotné, jsou-li mu vystaveni v uzavřeném prostoru.